# 青島 (宮崎県)

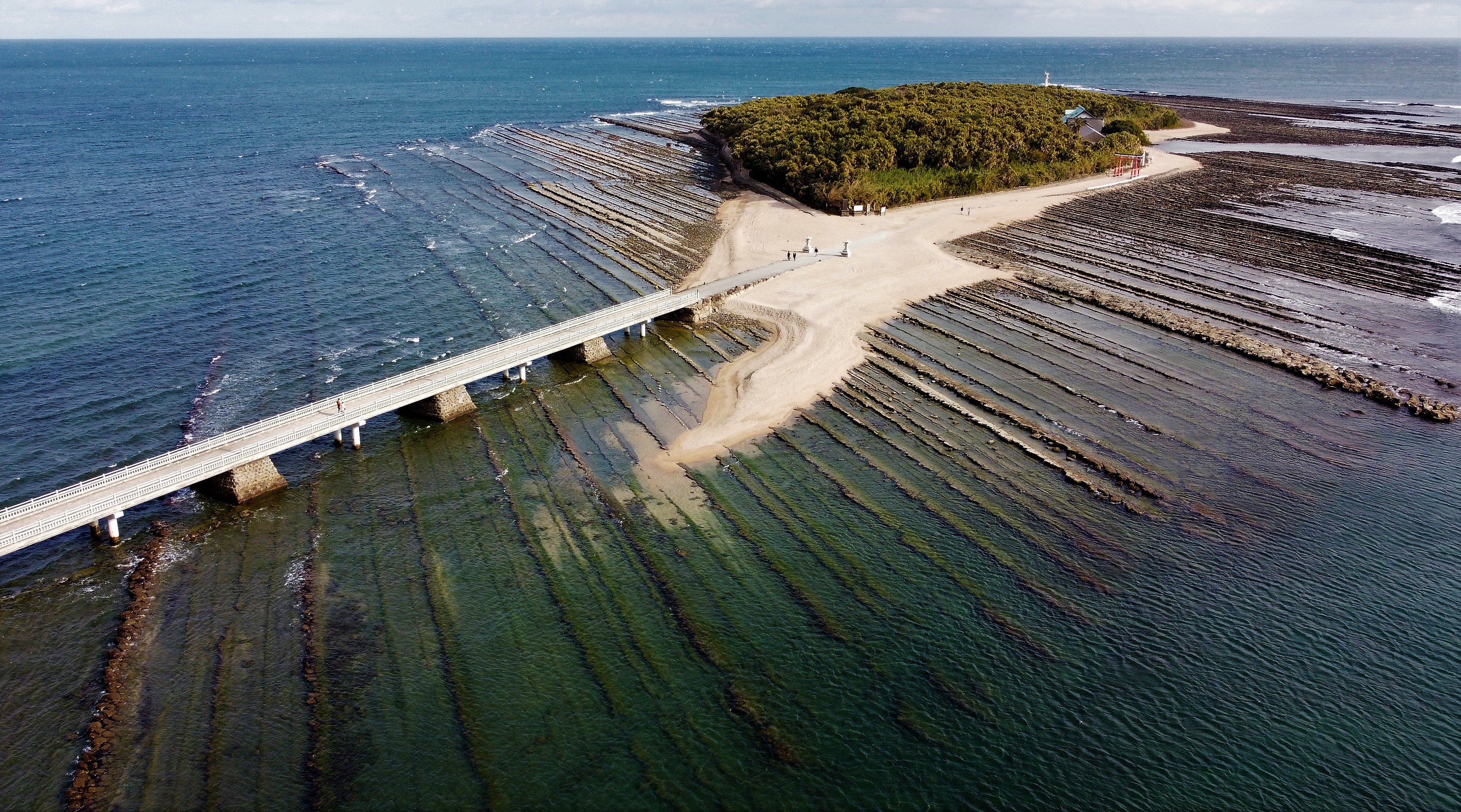
青島（2021年1月空撮）

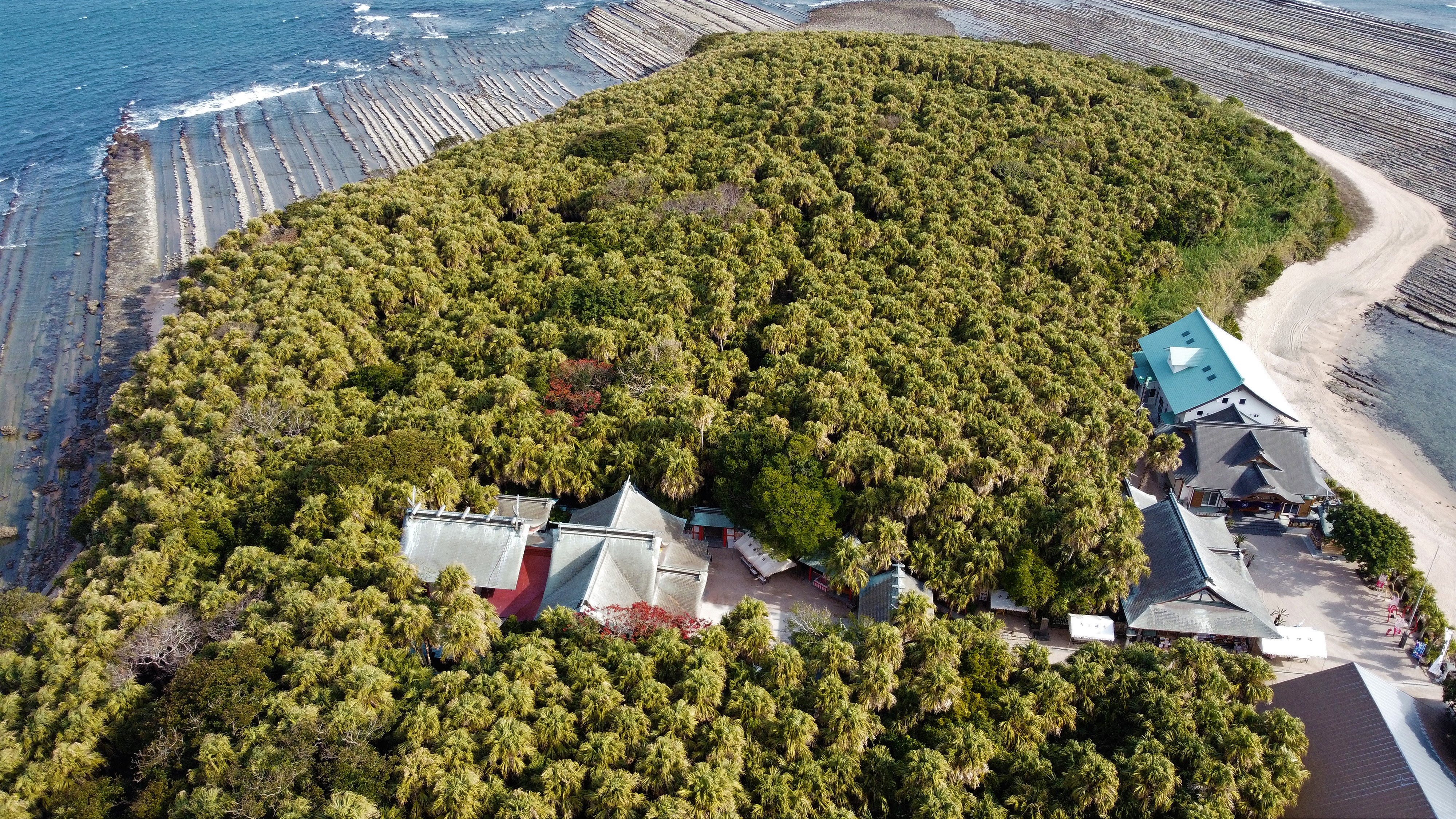
青島神社空撮

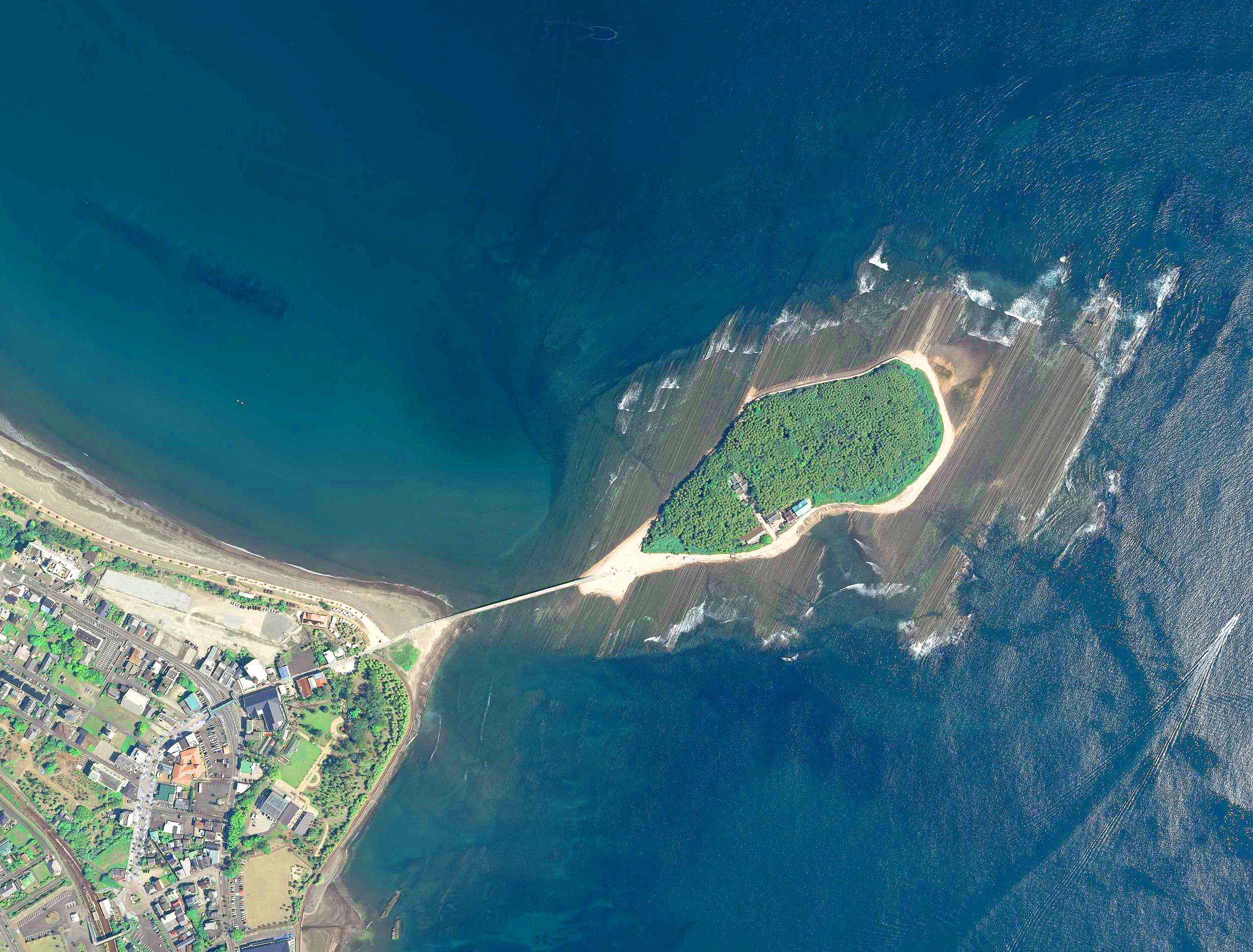
青島
画像：2017年撮影
。

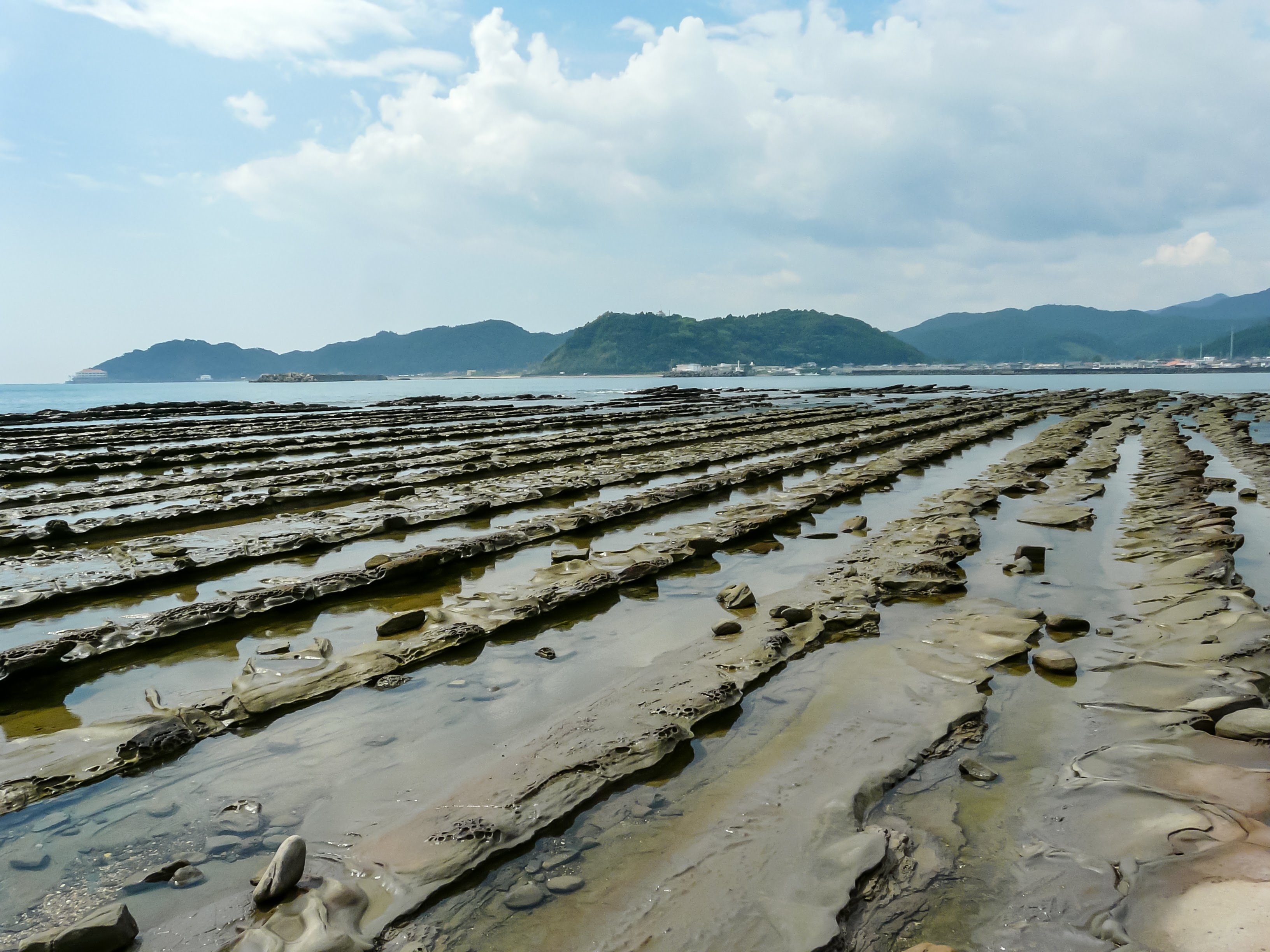
鬼の洗濯板

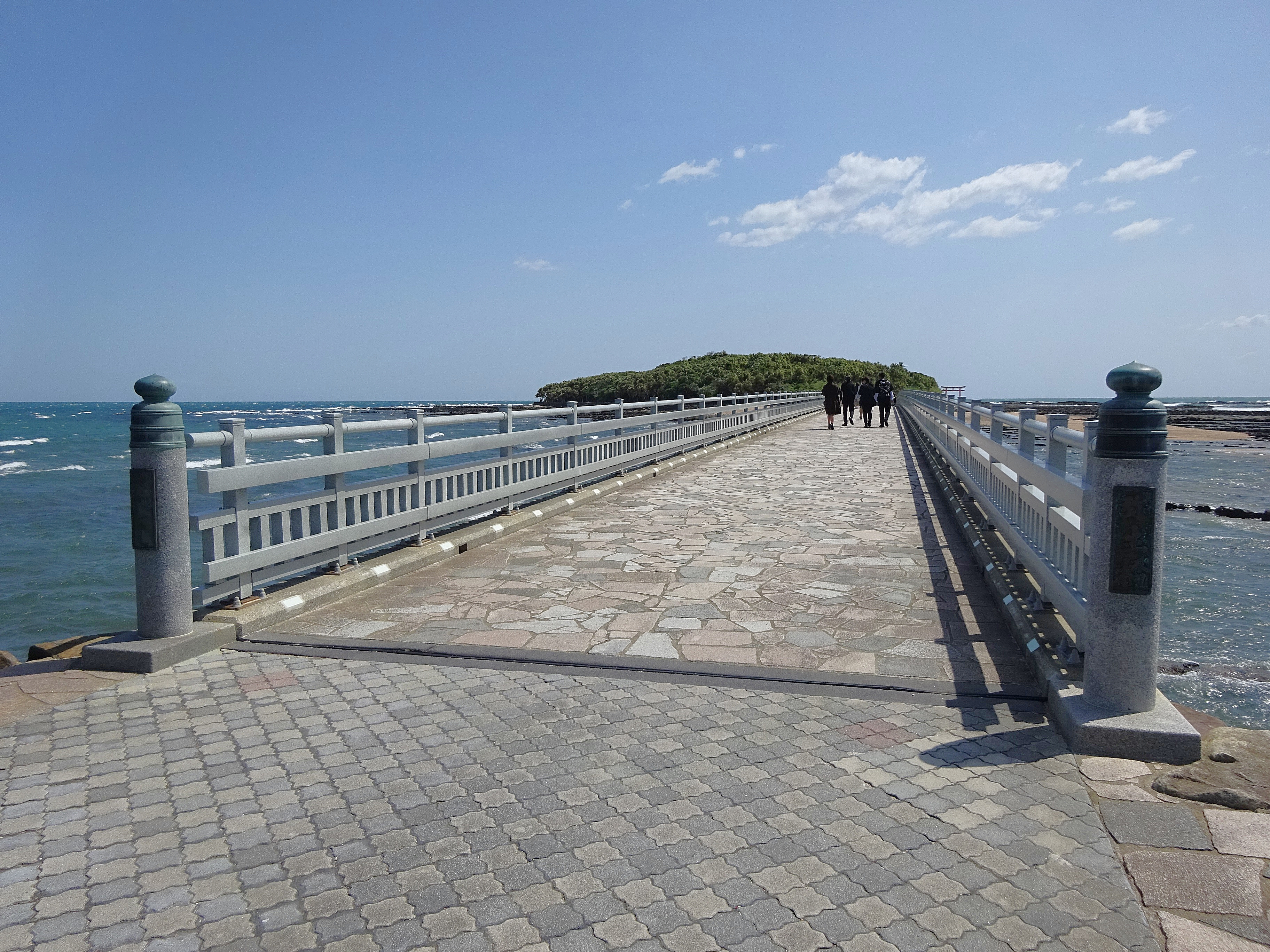
青島の弥生橋

青島（あおしま）は、宮崎県宮崎市の南東部海岸付近に所在する架橋された島。
島の規模は周囲860m、面積約4.4ha、高さ約6m。陸繋島になりつつある。対岸は青島海岸と呼ばれ、青島海水浴場などを含む一大観光地になっている。青島と青島海岸とは弥生橋によって結ばれている。青島神社の鎮座地。

## 自然
砂岩と泥岩が交互に重なった地層（油津層群）からなる山が沈降して海に浸かり、波に侵食された後にわずかに隆起することで「隆起波食台」と呼ばれる地形が形成された。規則的に重なった地層が緩やかな傾斜をなしているため階段状に侵食されており、巨大な洗濯板のように見えることから「鬼の洗濯板（岩）」と呼ばれる。宮崎県南部海岸には南西から北東に向かって黒潮が、同北部海岸には北から南へ沿岸流が流れており、これらの潮流によって貝殻の破片などが集められ隆起波食台上に堆積することで青島が形成された。珍しい地形であることから「青島の隆起海床と奇形波蝕痕」として日本国の天然記念物に指定されている。
島では200種類以上の植物が確認されており、そのうち熱帯性及び亜熱帯性の植物が27種あり、北半球最北の亜熱帯植物群落である。中でもビロウの大群落は貴重であることから「青島亜熱帯性植物群落」として日本国の特別天然記念物に指定されている。本来ならば寒さにより枯死する高緯度の場所にこのような熱帯性及び亜熱帯性植物の植物群が存在する理由として、学者により二つの説が提起されている。一つは海着帰化植物説といい、島の沖を流れる黒潮によりフィリピンや沖縄方面から南方系の植物の種子や生木が漂着し繁栄したという説。もう一つは遺存説といい、第三紀前に日本で繁栄した高温に適する植物が気候、風土、環境に恵まれたこの場所に取り残され、今日まで繁栄したという説。現在では後者の遺存説が有力視されている。

## 島名
明和年間ごろから明治維新までは、淡島、もしくは粟島と呼ばれていたが、それ以前の、文明年間、天正年間、寛文年間などの土地寄進に関する文書、文亀年間、貞享年間などの諸藩主の神社再興の棟札などは青島と記されている。ただ、飫肥藩の神社調書の記録によると、青島と呼ばれていた時代においても、「淡島と号す。俗に青島と言う」と記されている。

## 歴史
島の中に青島神社があり、神聖な場所であるため祭日以外に一般人が立ち入ることは禁じられていたが、1737年（元文2年）当時の青島神社神主・長友肥後が飫肥藩主伊東祐永に解禁を申請し、弥生（旧暦の3月）後半の一時期に限り一般人の参詣が許されるようになり、明治以降は年間を通して立ち入りできるようになった。昭和に入ると周辺の青島海岸に遊園地や海水浴場が整備され、ホテルが建ち並ぶ観光地になった。2003年（平成15年）において年間約70万人の観光客が訪れている。

### 年表
- 1908年（明治41年） - 新聞『日本』が行った日本全国の避暑地人気投票で、日向青島が1位となる[2]。
- 1934年（昭和9年）5月1日 -「青島の隆起海床と奇形波蝕痕」が国の天然記念物に指定される。
- 1939年（昭和14年）3月21日 - 遊園地「子供の国」開園（後の「青島リゾートこどものくに」）。
- 1949年（昭和24年）6月5日 - 昭和天皇が青島を視察。
- 1952年（昭和27年）3月29日 -「青島亜熱帯性植物群落」が特別天然記念物に指定される。
- 1955年（昭和30年）6月1日 - 周辺地域が日南海岸国定公園に指定される。
- 1962年（昭和37年）5月2日 - 当時の皇太子（明仁親王）、皇太子妃（美智子）が訪問[3]。
- 1967年（昭和42年）6月1日 - 宮崎県立青島亜熱帯植物園開園。
- 1978年（昭和53年）3月 - 弥生橋架替竣工（現橋）
- 1990年（平成2年）12月 - 観光客の減少などにより青島海岸で最大のホテルであった橘ホテルが閉鎖される[4]。
- 1998年（平成10年） - 青島海水浴場が環境庁「日本の水浴場55選」に選定される。
- 2001年（平成13年） - 青島海水浴場が環境省「日本の水浴場88選」に選定される。
- 2006年（平成18年） - 青島海水浴場が環境省「快水浴場百選」に選定される
- 2007年（平成19年） - 青島が日本の地質百選に選定される。

## 青島ビーチビレッジ

### 橘ホテル跡地の再開発
橘ホテルは1990年の閉鎖後15年間以上放置され、地元住民から景観を損なうなどの意見が出ていたが、2008年9月に佐賀県嬉野市の老舗旅館である和多屋別荘が再開発を行う事業者に決定した。2009年12月より解体工事が始まり、2010年6月に完了した。跡地には新たにホテルが建設される予定であったが、2012年5月に宮崎市は和多屋別荘が設立した事業会社が撤退を決めたと発表し、再開発計画は白紙となった。事業会社と土地を管理する宮崎市折生迫財産区との間では、事業会社側から撤去費用の損害賠償を求める訴訟が、財産区の側からは土地賃料の支払と明け渡しを求める訴訟がそれぞれ宮崎地方裁判所に起こされた。土地明け渡しについては2012年11月28日に両者の間で和解が成立、損害賠償訴訟については2014年3月28日に宮崎地裁は事業会社の請求を棄却し、事業会社側は控訴を断念した。
2016年に宮崎市は民間事業者の公募に踏み切ることとなり、9月から11月まで関心を寄せた11の事業者との対話を実施した。これを受けて宮崎市は2017年4月より事業者の公募を開始した。一方、跡地には旧ホテルの地下室や基礎杭などが地中に残存しているため、木造2階建て以上の建造物の建築が困難になるのではないかという懸念も指摘されていた。

### 青島ビーチビレッジの開設
2017年9月、スタートトゥデイの子会社である「アラタナ」が再開発の優先交渉権を獲得したと報じられた。アラタナは再開発をおこなう新会社を設立し、「青島ビーチビレッジ」の名称で宿泊施設や商業施設（レストラン、土産物店、シェアオフィス）を建設して2019年に開業する予定と報じられた。
2019年12月12日、再開発を計画する「青島プロジェクト」（山本順二代表取締役）の地鎮祭が行われた。青島プロジェクトは、2020年度中にプレオープンし、2021年度に宿泊施設を完成し、本格オープンする予定としていた。その後、情勢の変化により、2021年3月時点の事業会社facebookでは宿泊施設のオープンを「2022年春」とした。
2022年11月青島ビーチビレッジ内にNOT A HOTELが開業した。

## 交通
JR日南線青島駅下車、または宮交シティバスセンター（JR南宮崎駅向かい）18番乗り場より宮崎交通バス青島・日南方面に乗車し、青島で下車。